# Hebels rheinländischer Hausfreund

Titelblatt von 1899

Hebel’s rheinländischer Hausfreund (auch Rheinländischer Hausfreund), Titelzusatz: für das Jahr ..., war ein jährlich erscheinender illustrierter Kalender, der von 1881 bis 1942 zunächst in Tauberbischofsheim bei Lang, später jedoch in Lahr bei Geiger erschien. Der Kalender trug auch den Untertitel Aechter Hebelkalender und verstand sich als Nachfolger von Johann Peter Hebels Der rheinländische Hausfreund. Auf dem Titel steht deshalb auch der Hinweis in Klammern Seit der Gründung durch J. P. Hebel 95 Jahre. Ein großer Teil der Vorlagen für die Holzstiche im Kalender wurde von Kaspar Kögler angefertigt.